# Дарбаза (поселення)
Дарбаза (каз. Дарбаза қонысы) — поселення мисливських племен епохи нижнього палеоліту. Знаходиться за 18 км від міста Каратау, в Талаському районі, Жамбильської області, Казахстану.

## Назва
Назва поселення походить від назви села Дарбаза, Жуалинського району, поблизу якого воно було виявлене.

## Дослідження
У 1961 році поселення досліджувалося палеолітичним відділом Академія наук Казахської РСР (керівник Х. Алписбаєв). Під час розкопок були знайдені різноманітні кам'яні знаряддя праці. Вони були виготовлені з кременю та мальтійського каменю. Серед них фрагменти ядра (нуклеуса), кувалди, різця, ножа та інших знарядь праці.